# Мајлс (Ајова)
Мајлс (енгл. Miles) град је у америчкој савезној држави Ајова. По попису становништва из 2010. у њему је живело 445 становника.

## Демографија
Према попису становништва из 2010. у граду је живело 445 становника, што је -17 (-3.7%) становника више него 2000. године.
| Група             | 2000.       | 2010.       |
| Белци             | 454 (98,3%) | 430 (96,6%) |
| Афроамериканци    | 0 (0,0%)    | 2 (0,4%)    |
| Азијати           | 0 (0,0%)    | 0 (0,0%)    |
| Хиспаноамериканци | 0 (0,0%)    | 8 (1,8%)    |
| Укупно            | 462         | 445         |